# Čezcelinska država
Neprekinjeno čezcelinska država je država, ki ima eno neprekinjeno ali neposredno sosednje ozemlje, ki se razteza preko kontinentalne meje, najpogosteje črte, ki ločuje Azijo in Evropo. Nasprotno pa so prekinjene čezcelinske države tiste države, ki imajo dele ozemlja, ki so med seboj ločeni z vodno površino ali drugimi državami (kot na primer Francija). Večina prekinjenih čezcelinskih držav so države z odvisnimi ozemlji, kot je Združeno kraljestvo s svojimi čezmorskimi ozemlji, vendar so lahko tudi države, ki so v svoje osrednje države v celoti vključile nekdanja odvisna ozemlja, kot je Francija s svojimi čezmorskimi regijami.